# Pierres de Provença
Pierres de Provença és una novel·la cavalleresca apareguda durant la primera meitat del segle xv. De possible origen occità o llatí, s'ha atribuït a Bernat de Treviez. Hi destaca l'element sentimental.

## Argument
Com és propi de les novel·les cavalleresques, els dos personatges principals són tendres i constants i l'estil literari és fresc i simpàtic, en contrast amb l'estil propi del moment en què es va escriure.
El recentment armat cavaller Pere, per demostrar el seu valor decideix anar a la cort de Nàpols perquè s'ha assabentat que hi ha la bella infanta Magalona que s'havien de disputar els millors prínceps d'Europa. Pere els guanya a tots però com que amaga el seu nom el rei l'admet a la seva cort però no li permet casar-se amb la seva filla, però aquesta s'enamora d'ell. Els dos amants es fuguen, però Megalona s'adorm i un ocell agafa els anells i els deixa en una illa.
Pere se'n va a l'illa amb un vaixell, però els sarracens l'assalten i se l'enduen tres anys a la cort del Sultà d'Alexandria. Mentrestant la noia viu al bosc fins que decideix pelegrinar a Roma i funda un hospital de pelegrins, un fet que la fa popular i la situa sota la protecció dels comptes de Provença. Uns pescadors troben a Pere amb els anells dins un peix. Finalment, els dos amants es casen a Marsella.

## Història
S'ha escrit que mentre el jove Petrarca estudiava Dret a Montpellier es va dedicar a corregir-la i donar-li l'estil. El text francès més antic conegut és del segle xv. Se'n van publicar moltes versions en una primera fase: en català, italià, alemany, flamenc, danès, polonès, castellà i grec.
Es coneix que ja des del mateix segle xv tenia una gran popularitat a Catalunya. Hi ha indicis d'una edició el 1538. Honorat Comalada la va publicar a Barcelona el 1616, segons explica a la portada basant-se en una versió castellana, tot i que el text no conté cap castellanisme ni arcaismes propis del segle xvii. Tornada a editar el 1650, continuà tenint una gran popularitat i fou reeditada sovint al llarg dels segles xviii i xix.